# Mario Kart: Double Dash
Mario Kart: Double Dash!! (マリオカートダブルダッシュ!!, Mario Kāto: Daburu Dasshu!!) é um jogo eletrônico de corrida desenvolvido pela Nintendo Entertainment Analysis & Development e publicado pela Nintendo para o Nintendo GameCube em 2003. É o quarto jogo da série Mario Kart, estrelada por personagens típicos da série Mario. Ele traz, como principal inovação, dois personagens em cada kart.
O jogo introduziu uma série de novas características de jogabilidade, especialmente a inclusão de dois pilotos por kart. Mario Kart: Double Dash!! suporta a possibilidade de jogar em rede com outros usuários do jogo usando o Nintendo GameCube Broadband Adapter, permitindo que 16 jogadores possam competir simultaneamente. Existem no jogo 20 personagens para selecionar no total, com onze dos quais estreantes na série.
O Double Dash!! foi geralmente bem recebido pelos críticos, alcançando uma pontuação global de 87 em 100 no Metacritic. Revisores elogiaram os gráficos e as novas características de jogabilidade, mas a dublagem do jogo foi criticada. O jogo também foi bem sucedido comercialmente, vendendo mais de 3,8 milhões de cópias nos Estados Unidos,mais de 802 mil cópias no Japão e, em todo mundo, mais de sete milhões de cópias.

## Jogabilidade
A jogabilidade do Double Dash!! é um pouco diferente dos outros jogos da série Mario Kart. Em vez de ter um jogador por kart, há dois: um para dirigir, e um para usar itens. por causa disso, os itens não podem ser segurados por detrás do veículo tornando mais difícil o bloqueio de itens lançados pelos outros jogadores. É o primeiro jogo da série onde os jogadores deixam cair seus itens quando são atingidos por uma arma (ou perde duas das três cascas do item Casca Tripla o Koopa Troopa e/ou Paratroopa sejam atingidos) e também pode-se roubar itens dos adversários sem a necessidade de usar outro item. A técnica de drift foi melhorada, se o jogador conseguir que no drift lançar faíscas azuis das rodas pode executar um mini-turbo.
O jogo permite que até quatro jogadores possam competir nos modos de batalha e dois no modo Grand Prix. Como em edições anteriores, as arenas de batalha são fechadas com uma arquitetura variada e arsenal de itens constante. Além da batalha tradicional de estourar os balões dos adversários, duas novas modalidades de batalha foram implementadas: a primeira envolve a captura de um Shine Sprite (um tipo de uma medalha dourada e sua posse para um período de tempo. Vence quem ficar coo Shine Sprite por último. A outra envolve jogar Bob-ombs uns nos outros. O Double Dash!! também apresenta jogo em rede usando o Nintendo GameCube Broadband Adapter, podendo até oito  GameCubes estarem conectados entre si, permitindo jogos com até 16 jogadores, considerando que pode-se jogar com dois jogadores controlando cada kart.

## Desenvolvimento
Double Dash!! foi apresentado pela primeira vez na E3 em 2001 através de um videoclip onde Mario e Luigi, mapeados em 3D, conduzem seus karts rumo a colisão numa superfície sem fundo. Na época, era só o início do desenvolvimento e o título do jogo simplesmente era Mario Kart. Em abril de 2003, a Nintendo lançou as primeiras imagens e detalhes do jogo e revelou o título a ser usado: Mario Kart: Double Dash!!. Na E3 de 2003, um demo do jogo estava disponível e novas funcionalidades, tais como ter dois personagens conduzir um kart, tinham sido aplicados e uma outra demonstração do jogo, com mais alguns recursos e melhoramentos, foi apresentado na Games Convention em agosto de 2003. Em setembro do mesmo ano, a Nintendo apresentou a imprensa uma versão em fase de testes do jogo e anunciou o lançamento do jogo nos EUA para o dia 17 de novembro do mesmo ano.
A equipe de desenvolvimento esforçou-se em alcançar características de jogabilidade que seriam apreciadas pelos fãs da série. Uma das tarefas mais difíceis para o diretor-chefe de desenvolvimento, Kiyoshi Mizuki, era desenvolver um jogo que possa atrair pessoas que não tinham experiência prévia com a série, decidindo assim fazer o jogo o mais simples possível.O produtor, Shigeru Miyamoto apresentou a equipe de desenvolvimento uma variedade de opções que podiam ser acrescentadas no jogo da melhor maneira possível. Miyamoto deixou a equipe decidir quais os gráficos que eles queriam usar no desenvolvimento sem nenhuma restrição.
Um modo online para o jogo não foi acrescido porque a infraestrutura do jogo no momento não permitia uma velocidade de jogo para um nível satisfatório. A conectividade com o Game Boy Advance também foi discutido como uma oportunidade entre os desenvolvedores, mas acordado que o Double Dash!! não seria adequado para todas as ideias de conectividade e foi decidido excluir tal hipótese. A equipe também diminui a diferença de jogabilidade entre jogadores veteranos e novatos, fazendo que características que antes existiam nos jogos da série, como a capacidade de escapar da banana, sejam removidos proporcionando assim, segundo eles, que novatos e veteranos possam se divertir igualmente.

## Recepção e críticas
Mario Kart: Double Dash!! foi recebido positivamente pela crítica ao redor do mundo e tornou-se comercialmente bem-sucedido. O jogo recebeu o prêmio de melhor jogo multiplayer na ITV 's Game Stars em 2004. O jogo vendeu 3,8 milhões de unidades nos Estados Unidos, e mais de 802 mil unidades no Japão. De acordo com o NPD Group, Mario Kart: Double Dash!! foi o jogo mais vendido em novembro de 2003 e também o terceiro maior venda de jogos para Game Cube na Austrália. A Joystiq divulgou em fevereiro de 2009 que o jogo vendeu mais de sete milhões de cópias mundialmente.
A revista mensal Nintendo Power deu ao jogo uma pontuação máxima, dizendo também que os gráficos eram de "3-D perfeito" e os controles e a mecânica de jogo "rivalizavam com as de qualquer jogo de corrida para o GCN". O Double Dash!! também recebeu uma pontuação boa da GamePro, que comentou que a jogabilidade continua a ser "rápido e furioso". O recurso de ter dois pilotos por kart foi elogiado por Justin Leeper e Andy McNamara da Game Informer. McNamara declarou:
| “ | Dar ao jogador o controle de dois personagens diferentes é bastante legal em single-player, mas adicionar um amigo na parte traseira do seu kart no multiplayer levanta a expectativa do jogo como nunca antes. | ” |

A GameSpy chamou o Double Dash!! de um "jogo de grande observação, grande jogabilidade em que os jogadores irão instantaneamente se entusiarmar". A Eurogamer ressaltou que o jogo foi uma das "melhores peças de entretenimento eletrônico já desenvolvido". Louis Bedigian, analista da GameZone, disse que em nenhum dos jogos de corrida que ele tinha jogado para o Nintendo Game Cube foram tão "espetacular" quanto o Double Dash!!.
Andrew Pfister, da revista GMR, disse sobre o jogo:
| “ | Mario Kart: Double Dash!! é a maior diversão que terá com um jogo este ano. E provavelmente no ano seguinte ano. E mesmo talvez depois disso. | ” |

Double Dash!! também recebeu críticas da mídia. Considerando os sete anos desde entre o Mario Kart 64 do Nintendo 64 e o Double Dash!!, Ryan Davis, da GameSpot, afirmou que estava "um pouco decepcionado com o âmbito limitado do jogo." e também disse que a repetição dos atos de voz da versão do Nintendo 64 foi "trágico". A posição da IGN sobre o jogo também foi fundamental para que o Double Dash!! não ultrapassasse seu antecessor em número de vendas, chamando o jogo de um "esforço medíocre". A revista especializada Edge, do Reino Unido, afirmou que o jogo de "não é outro jogo de corrida". A Game Revolution criticou o modo single-player pela falta de substância e que o desenho das pistas serem "leves". O jogo ficou na 63ª posição entre os 100 melhores jogos da Nintendo de todos os tempos segundo a Official Nintendo Magazine.